# Louise Hammargren
Louise Anna Maria Hammargren, född 26 april 2001 i Täby, är en svensk politiker (kristdemokrat). Hon är förbundsordförande för Kristdemokratiska ungdomsförbundet (KDU) sedan den 2 november 2024.
Hon är ledamot i kommunfullmäktige i Täby perioden 2022–2026.